# Toupah
Toupah  è una città e sottoprefettura della Costa d'Avorio appartenente al dipartimento di Dabou. Conta una popolazione di 30 175 abitanti (censimento 2014).